# Soziale Klasse
(Soziale) Klasse oder Gesellschaftsklasse bezeichnet in den Sozialwissenschaften eine Klasse von Menschen mit gemeinsamen sozialen Interessen, vor allem wirtschaftlicher Art. Die Verwendung der Bezeichnung bezieht sich meistens auf die Begriffsdefinition des deutschen Philosophen, Ökonomen und Gesellschaftstheoretikers Karl Marx im Sinne einer Differenzierung der Gesellschaft nach unterschiedlichen „Klassen“. Marx weist auf den elementaren Umstand hin, dass die Klassengesellschaft im Wesentlichen dichotom ist, das heißt aus sozialen Klassen von Herrschenden und Beherrschten (Ausgebeuteten) besteht. Der Begriff dient Marx, um den Klassenkampf zwischen den antagonistischen Klassen zu erklären.
Ein Zusammengehörigkeitsgefühl oder Klassenbewusstsein mag oder mag nicht innerhalb dieser Gemeinschaft gegeben sein. Der Klassenbegriff meint jedenfalls nur optional eine subjektive Perspektive und jedenfalls allein ein Objekt wissenschaftlicher Betrachtung (marxistische Ansätze). Eine betrachtete Klasse mag sich also ihres Klassencharakters nicht oder noch nicht bewusst sein (etwa zunächst das europäische Proletariat zu Anfang des 19. Jahrhunderts). Der Begriff ist durchaus nicht per se mit einem Zusammengehörigkeitsgefühl oder gar politisch geschlossener Handlungsfähigkeit synonym.
In der Soziologie wird der Klassenbegriff kontrovers diskutiert. Der Klassenbegriff ist vor allem in seinen polemisch-politischen Auswirkungen umstritten (siehe dazu verschiedene Definitionen von sozialer Ungleichheit). Gegenwärtig werden Diskussionen über eine sich ausbildende „transnationale kapitalistische ‚Klasse‘“ geführt. Im übertragenen Sinne wird von der „politischen Klasse“ als Führungsschicht der Berufspolitiker gesprochen.
Im Unterschied zum deutschsprachigen hat sich im angelsächsischen Raum der Klassenbegriff erhalten (class), ohne seinen Benutzer als Marxisten zu kennzeichnen; dort wird von „Kapitalismus“ (capitalism) gesprochen, während man im Deutschen häufig den Begriff der (sozialen) „Marktwirtschaft“ bevorzugt.

## Frühe Begriffe und Theorien sozialer Klassen
Bereits im 4. vorchristlichen Jahrhundert erwähnte der griechische Philosoph Aristoteles soziale Klassen. Im Römischen Reich benutzten die Zensoren das Wort classis zur Einteilung der Bevölkerung in Steuergruppen; sie erstreckte sich von den assidui (von lateinisch assiduus „ansässiger, steuerpflichtiger Bürger“ mit 100.000 As) bis zu den proletarii, die nur ihre zahlreichen Nachkommen (proles) vorzuweisen hatten, und den als capite nach Köpfen gezählten Lumpenproletariern.
Mitte des 16. Jahrhunderts beschrieb der englische Gelehrte und Diplomat Sir Thomas Smith die englische Gesellschaft als eine in vier Klassen geteilte. Um 1788 kamen in den USA Klassen vor allem in den „Föderalistenartikeln“ (Federalist Papers) bei der Behandlung der Parteiungen (factions) zur Sprache.
Im späten 18. Jahrhundert verwendeten die schottischen Historiker Adam Ferguson und John Millar die Bezeichnung Klasse für nach Rang oder Besitz unterscheidbare Gesellschaftsschichten; seitdem ist die Bezeichnung mit dieser Bedeutung in allen europäischen Sprachen nachweisbar. Während Adam Smith noch von einer „armen“ oder „arbeitenden Klasse“ spricht, tritt bei David Ricardo, Andrew Ure, Henri de Saint-Simon und Charles Fourier neben die „arbeitende Klasse“ die „Klasse der Kapitalisten“, neben die „arme“ die „reiche Klasse“, neben das „Proletariat“ die „Bourgeoisie“. In Frankreich vertraten unter anderem die Historiker Augustin Thierry und François Guizot zu Beginn des 19. Jahrhunderts die Vorstellung einer sich durch Klassenkämpfe entwickelnden Geschichte.
Auch die klassische politische Ökonomie arbeitete mit Klassenkonzepten. 1821 leitete der britische Wirtschaftswissenschaftler David Ricardo sein Hauptwerk mit der Feststellung ein, es gebe in der Gesellschaft drei große Klassen (Grundeigentümer, Kapitalisten, Arbeiter), die sich durch unterschiedliche Einkommensquellen (Bodenrente, Profit, Lohn) den gesellschaftlichen Reichtum teilen.
Von der französischen Geschichtsschreibung und der politischen Ökonomie beeinflusst, entwarf Karl Marx ab 1842 seine Theorie der Klassen und des Klassenkampfes. Im deutschsprachigen Raum sind darüber hinaus neben Lorenz von Stein und Max Weber vor allem Überlegungen Ferdinand Tönnies’ und Joseph Schumpeters von Bedeutung.
Der US-amerikanische Wirtschaftswissenschaftler Thorstein Veblens analysierte 1899 die leisure class („feine Leute“).
Während der Klassenbegriff im englisch- und französischsprachigen Raum weiterhin Verwendung findet und dort eine neutralere Bedeutung hat, ist er im deutschsprachigen Raum meist negativ besetzt und wird vergleichsweise selten in Politik, Medien und Wissenschaft verwendet.

## Die Klassentheorie im Marxismus
Angehörige unterschiedlicher Klassen unterscheiden sich ökonomisch voneinander durch ihre Stellung im System der gesellschaftlichen Produktion – genauer: durch ihre Stellung in den jeweiligen Produktionsverhältnissen, in welchen die Arbeiter in spezifischer Weise in Verbindung mit den Mitteln und Gegenständen der Arbeit treten, und dadurch wie das erzeugte Produkt aus diesem Arbeitsprozess zwischen den Klassen verteilt wird. Von dieser Frage hängen andere ökonomische Faktoren ab, beispielsweise der jeweilige Anteil am gesellschaftlichen Reichtum, Einkommen und Vermögen. In der Geschichte standen sich in den „progressiven“ Produktionsweisen der konkreten historischen Gesellschaftsformationen immer zwei antagonistische Hauptklassen gegenüber, eine zahlenmäßig große beherrschte Klasse, die von einer kleinen herrschenden Klasse ökonomisch ausgebeutet, politisch unterdrückt und ideologisch unterworfen wird, bis sich schließlich aus dem Klassenkampf revolutionär eine neue Ordnung herausbilden kann.
Der Marxismus betont den historischen Charakter der Klassen: Die menschliche Gesellschaft war nicht immer in Klassen gespalten und wird auch nicht immer in Klassen gespalten bleiben. In einer frühen Entwicklungsstufe der Menschheit existierten keine Klassen. „Die gering entwickelten Produktivkräfte bedingten das gemeinsame Eigentum an den Produktionsmitteln, die gemeinsame Arbeit aller Mitglieder der Gesellschaft und schlossen die Möglichkeit der Ausbeutung des Menschen aus.“ Klassen entstanden erst, als die Menschen die Fähigkeit erlangten, mehr zu produzieren, als für ihr unmittelbares Überleben erforderlich war. Die Entwicklung der Produktivkräfte und die beginnende gesellschaftliche Arbeitsteilung bildeten die Grundlage für die Entstehung der Klassen.
Diese Klassen bestehen so lange, wie die gesellschaftliche Gesamtarbeit einen Ertrag liefert, der das zum Überleben Notwendige nur wenig überschreitet, und die Arbeit, diesen Ertrag hervorzubringen, die Zeit der überwiegenden Mehrheit der Bevölkerung in Anspruch nimmt. „Neben der ausschließlich der Arbeit frönenden großen Mehrheit bildet sich eine von direkt produktiver Arbeit befreite Klasse, die die gemeinsamen Angelegenheiten der Gesellschaft besorgt: Arbeitsleitung, Staatsgeschäfte, Justiz, Wissenschaften, Künste usw.“
Die Klassenspaltung ist dann nicht mehr notwendig, wenn die gesellschaftlichen Produktivkräfte so hoch entwickelt sind, dass alle notwendigen Güter in so kurzer Zeit hergestellt werden können, dass sich die gesamte Bevölkerung neben ihrer produktiven Tätigkeit auch um die allgemeinen Angelegenheiten der Gesellschaft kümmern kann. Dieser hohe Stand der Produktivkräfte ist nach Auffassung vieler Marxisten im gegenwärtigen Kapitalismus erreicht. So hält es Ernest Mandel für möglich, den Arbeitstag auf vier Stunden zu verkürzen. Unter der Voraussetzung eines Kollektivbesitzes an den Produktionsmitteln und einer Planwirtschaft könne es dann zu einem Absterben der Klassen kommen, was ein wichtiges Merkmal des Sozialismus darstellt. Der Klassenbegriff im Marxismus ist also nicht nur deskriptiv-analytisch, sondern auch normativ-handlungsleitend.
Im Verlauf der Geschichte haben sich die Produktionsverhältnisse mehrfach geändert und damit die Klassenstruktur der jeweiligen Gesellschaft. Darüber hinaus kann innerhalb einer Gesellschaft auch zwischen Grundklassen und Nebenklassen unterschieden werden.
| ökonomische Gesellschaftsformation | Hauptklassen                                   | Nebenklassen |
| ---------------------------------- | ---------------------------------------------- | --- |
| Urgesellschaft                     | keine                                          | keine |
| Asiatische Produktionsweise        | Staatsbürokratie – persönlich freie Bauern     | Sklaven; Handwerker; Händler; Proletarier (etwa Lohnknechte) |
| Sklavenhaltergesellschaft          | Sklavenhalter – Sklaven                        | Freie Bauern (etwa Zeugiten) und Handwerker, soweit sie keine Sklaven besitzen; Proletarier (etwa Lohnarbeiter in antiken Manufakturen, vergleiche auch Theten)                                                   |
| Feudalismus                        | Lehnsherren – unfreie (etwa leibeigene) Bauern | Handelsherren/(Fern)kaufleute (Bourgeois); Zunfthandwerker; Universitätsgelehrte und Juristen; Proletarier (etwa Mühl- und Hammerknechte, i. w. S. auch Landsknechte)                                             |
| Kapitalismus                       | Bourgeois – Proletarier                        | Großgrundbesitzer, Bauern, Landarbeiter (Insten, Tagelöhner); Kleinbürger (kleine Kaufleute, Handwerker); Beamte, Rechtsanwälte, Journalisten, Intellektuelle, Lumpenproletarier („Klassen“-Charakter umstritten) |

Nebenklassen können Reste alter oder Erscheinungen neuer, noch unzureichend entwickelter Produktionsverhältnisse sein.
„Das Verhältnis zwischen der jeweils herrschenden Grundklasse und den Nebenklassen ist immer auch ein Verhältnis der Herrschaft und Knechtschaft, aber nicht immer ein Verhältnis der Ausbeutung.“ Wie aus der obigen Tabelle ersichtlich ist, verwandeln sich im Laufe der Entwicklung der ökonomischen Gesellschaftsformationen Nebenklassen in Hauptklassen und umgekehrt. So waren etwa die Bauern im Feudalismus eine Hauptklasse, im Kapitalismus sind sie nur noch eine Nebenklasse.
Der Klassenkampf wird nach marxistischem Verständnis zwischen den beiden Grundklassen geführt und dreht sich letztlich um die Aufrechterhaltung oder die Abschaffung der Ausbeutungsordnung. Hier stehen sich die Interessen der beiden Grundklassen unversöhnlich (antagonistisch) gegenüber. Er endet entweder mit einer Umgestaltung der gesamten Gesellschaft wie beim Übergang vom Feudalismus zum Kapitalismus oder mit dem gemeinsamen Untergang der beiden kämpfenden Klassen. Dies geschah z. B. am Ende der Antike.
Mit der Entwicklung der Produktivkräfte wird immer wieder die historische Notwendigkeit der jeweils herrschenden Klasse infrage gestellt. Die unteren Klassen empfinden die herrschende Klasse mehr und mehr als überflüssig, während diese ihre Vorrechte zu verteidigen sucht. Laut historischem Materialismus wächst die Wahrscheinlichkeit von Revolution, wenn die Entfaltung der Produktivkräfte durch die herrschenden Produktionsverhältnisse mit der jeweiligen herrschenden Klasse behindert wird, was sich früher oder später ergibt, je weiter die Produktivkräfte sich fortentwickeln. Die herrschende Klasse wird gestürzt, eine neue Klasse ergreift die Macht und etabliert neue Produktionsverhältnisse. So ist die Geschichte der Menschheit seit dem Ende der Urgesellschaft bis heute eine Geschichte aufeinanderfolgender Klassengesellschaften. Die letzte Klassengesellschaft soll der Kapitalismus sein (siehe oben).

### Die Klassengliederung im Kapitalismus bei Karl Marx
Karl Marx verwendet den Begriff Klasse unterschiedlich:
- In seinen früheren Schriften beschreibt er konkrete Klassen in bestimmten Gesellschaften, etwa in den Schriften, die sich mit der Bilanz der Revolution von 1848 und ihren Folgen und Ursachen beschäftigen, wie Die Klassenkämpfe in Frankreich 1848 bis 1850 und Der achtzehnte Brumaire des Louis Bonaparte. Hier definierte er die Klassen nicht ausschließlich ökonomisch, sondern er nannte die gemeinsamen Existenzbedingungen in ihrer Gesamtheit, die eine Klasse von der anderen unterscheiden. Darunter fallen etwa ihre Lebensweise, ihre Interessen, Bildung und ihre politische Organisation. Marx beschreibt detailliert die mannigfaltigen Beziehungen zwischen den Klassen, die Rolle des Mittelstandes, verschiedene Allianzen bzw. Koalitionen zwischen ihnen und sogar die mögliche Vertretung einiger dieser Klassen durch andere.
- In seinen späteren Werken, etwa im Kapital, beschreibt er die unterschiedlichen Klassen abstrakter als Resultat der Produktionsverhältnisse des Kapitalismus. Im ersten Band des Kapitals, seinem Hauptwerk, beschreibt Marx den unmittelbaren Produktionsprozess. Unter diesem Gesichtspunkt kann es nur zwei Klassen geben: die produktiven Lohnarbeiter und die industriellen Kapitalisten. Das explizite Kapitel über die Klassen findet sich als fragmentarisches am Ende des dritten Bandes. Hier nennt Marx auch die Klasse der Grundeigentümer als dritte Klasse. Zwar bricht dort das gesamte Werk ab, aber die vorhandenen ausführlichen Einzelanalysen füllen die Lücke. „Bei der Klassentheorie handelt es sich also um einen Spezialfall eines wissenschaftlichen Programms, das sich in der fortschreitenden Rücknahme von Abstraktionen entwickelt: In dem Maße, wie man sich der ‚Oberfläche’ der sozialen Beziehungen nähert, werden sukzessive neue Bestimmungen des Klassenbegriffs aufgenommen.“[17]

In Das Kapital beschreibt der Begriff Klasse nicht mehr nur empirisch bestimmte Bevölkerungsgruppen, sondern Marx versucht hier, den systematischen Ursprung einer solchen Aufteilung zu erklären. Die Kriterien hierfür sollen selbst aus den spezifischen Produktions- und Reproduktionsverhältnissen der Gesellschaft abgeleitet werden.
Marx geht davon aus, dass die Arbeitskraft allein Wert schafft (Arbeitswerttheorie). Die Arbeitskraft, die von den Lohnarbeitern verkauft wird, ist nach dieser Theorie die einzige Ware, deren Gebrauchswert darin besteht, mehr Wert zu bilden, als sie selbst besitzt. Denn ihr Wert wird wie der Wert aller anderen Waren durch die zu ihrer Produktion gesellschaftlich notwendige Arbeitszeit bestimmt. Das heißt in diesem Fall, der Wert der Ware Arbeitskraft entspricht dem Wert aller Waren, die die Arbeiter benötigen, um sich (einschließlich der „Ersatzmannschaft“, des Nachwuchses) zu reproduzieren. Allerdings können die Arbeiter länger arbeiten, als es notwendig wäre, um nur das Äquivalent ihrer eigenen Reproduktion zu erzeugen. Denn:
1. arbeiten die Arbeiter unter Kontrolle der Kapitalisten, die ihre Arbeitskraft kaufen und diese Arbeitskraft dann in ihrem Interesse nutzen können,
2. ist das Produkt dieser Arbeit Eigentum der Kapitalisten, nicht der Arbeiter.

Mehrwert wird gebildet, indem das Kapital die Arbeitskraft länger wirken lässt, als es zu ihrer eigenen Reproduktion notwendig wäre. Der Arbeitstag der Arbeiter zerfällt also in zwei Teile: in notwendige Arbeit, in einen bezahlten Teil, der für die Reproduktion der Ware Arbeitskraft notwendig ist und in einen unbezahlten Teil, in Mehrarbeit, in dem die Arbeiter für die Kapitalisten arbeiten.
Die Kapitalisten suchen also im Klassenkampf ständig nach Mitteln und Wegen, um den unbezahlten Teil des Arbeitstages gegenüber dem bezahlten zu vergrößern.
Hierfür gibt es zwei Möglichkeiten:
1. absoluter Mehrwert: die Steigerung der absoluten Mehrwertproduktion durch Verlängerung des Arbeitstages
2. relativer Mehrwert: die Steigerung der relativen Mehrwertproduktion. Hier wird bei gegebener Größe des Arbeitstages derjenige Teil ausgedehnt, in dem die Arbeiter für die Kapitalisten arbeiten

Die Kapitalisten sind also in der Lage, sich das von den Arbeitern geschaffene Mehrprodukt anzueignen. „Diese qualitativ unterschiedlichen Positionen innerhalb des kapitalistischen Produktionsprozesses kennzeichnet Marx folgerichtig als die Hauptklassen der kapitalistischen Produktionsweise: die Klasse der Lohnarbeiter und die der Kapitalisten.“
Die Kapitalisten konsumieren nun aber nicht den gesamten Mehrwert, sondern sie reinvestieren einen Teil davon und verwandeln ihn in Kapital zurück. Ein Teil des Mehrwerts wird konsumiert, ein anderer dient der Kapital-Akkumulation. Dies führt dazu, dass sich die Trennung in Arbeiter und Kapitalisten immer wieder reproduziert und dauerhaft ist. Die Arbeiter können sich nicht die Arbeit von anderen aneignen. Denn ihr Lohn reicht gewöhnlich nur zur Reproduktion ihrer Arbeitskraft aus. Daher stehen sich Kapitalisten und Arbeiter als gegensätzliche Klassen gegenüber, deren Ausgangspunkt im Laufe des Akkumulationsprozesses ständig neu hergestellt wird.
Neben Arbeitern und Kapitalisten, also denjenigen Klassen, die direkt aus der kapitalistischen Produktionsweise hervorgehen, finden sich in einer konkret-historischen Gesellschaftsformation außerdem noch Klassen, die auf andere Produktionsweisen zurückgehen. Dabei handelt es sich etwa um die einfachen Warenproduzenten (altes Kleinbürgertum), die noch selbst Eigentum an Produktionsmitteln haben, aber keine oder nur wenige Arbeitskräfte ausbeuten, und um die Großgrundbesitzer, die nur über Eigentum an Land verfügen, es aber nicht selbst bearbeiten, sondern eine Grundrente beziehen.
Alle diese Produktionsformen und Klassen sind aber über den kapitalistischen Markt vermittelt. Daher konkurrieren die Angehörigen dieser Klassen untereinander und mit den kapitalistisch hergestellten Waren.
Allerdings bedeutet die objektive Existenz von Klassen noch nicht, dass sich ihre Mitglieder ihrer Gemeinsamkeiten subjektiv bewusst sind („Klassenbewusstsein“) und einheitlich handelnd auftreten. Marx und seine Nachfolger gingen davon aus, dass die Bewusstwerdung der Arbeiterklasse durch ihre objektive Situation verursacht werde: „Das Sein bestimmt das Bewusstsein.“ Diese Annahme hat sich nicht immer empirisch bestätigt.
Bereits in der Nachfolge Marx’ wurde sein Klassenbegriff kritisch differenziert. So hob 1910 Rudolf Hilferding in Das Finanzkapital die ausschlaggebende Bedeutung der Banken hervor.

### Neuere marxistische Klassentheorien
Die Autoren des Projekts Klassenanalyse (PKA), wie etwa Joachim Bischoff, versuchten in den 1970er Jahren anhand der marxschen Kriterien die unterschiedlichen Klassen in der Bundesrepublik auch empirisch nachzuweisen. Das Kriterium für die einzelnen Klassen ist hier – wie bei Marx – ihre Stellung im kapitalistischen Verwertungsprozess.
Auch wie Marx ging das PKA von der Existenz zweier die bürgerliche Gesellschaft spaltenden Hauptklassen aus: die Klasse der Kapitalisten und die der Arbeiter.
Die Kapitalistenklasse setzt sich zusammen aus aktiven Kapitalisten und bloßen Kapitaleigentümern, wobei die Anzahl der letzteren Kategorie zunehmen soll. Auch Lohnarbeiter gehören zur Kapitalistenklasse, falls ihr Lohn so groß ist, dass er tatsächlich ein Teil des Mehrwerts darstellt. Dies ist bei leitenden Angestellten der Fall.
Zum Kleinbürgertum gehören Personen, die noch eigene Produktionsmittel besitzen, aber keine oder nur sehr wenige Lohnarbeiter ausbeuten. Abgrenzungskriterium zur Kapitalistenklasse ist die Größe des von ihnen erlangten Mehrwerts. Wenn er so groß wird, dass sie durch Investitionen ihr Kapital vergrößern und zur Kapitalakkumulation übergehen können, werden sie zur Kapitalistenklasse gezählt. Nach Ansicht des PKA waren zwischen 1950 und 1970 in der Bundesrepublik hierfür die Beschäftigung von ca. 3,7 Lohnarbeitern notwendig. Zum Kleinbürgertum gehören also auch noch Personen, die bis zu 3 Lohnarbeiter beschäftigen.
Neben dem alten Kleinbürgertum gibt es auch noch lohnabhängige Zwischenklassen, also hauptsächlich Staatsangestellte, deren Einkommen also von den primären Revenuen Arbeitslohn und Gewinn über die Steuern abgezweigt ist. Zu dieser Klasse gehören jedoch auch nicht staatlich Beschäftigte, also Angestellte von Parteien, Gewerkschaften, Kirchen etc., aber auch Diener oder Putzkräfte in Privathaushalten.
Die Arbeiterklasse kann in produktive und nichtproduktive Lohnarbeiter (im marxistischen Sinne) untergliedert werden. Diese Untergliederung ist nicht moralisch wertend gemeint, sondern gibt nur die Stellung der jeweiligen Personen im Produktionsprozess wieder (→ Mehrwert (Marxismus)).
Nach dieser Gliederung verteilten sich im Deutschen Reich bzw. in der Bundesrepublik Deutschland die Klassen wie folgt auf die jeweilige Erwerbsbevölkerung:
| Klassen(fraktion)              | 1907 | 1978 | 1985 |
| ------------------------------ | ---- | ---- | ---- |
| Kapitalisten                   | 3,0  | 2,5  | 1,5  |
| Kleinbürgertum                 | 34,0 | 11,5 | 8,3  |
| Lohnabhängige Mittelklasse     | 13,0 | 19,7 | 24,8 |
| Arbeiterklasse                 | 50,0 | 66,3 | 65,4 |
| davon produktive Arbeiter      | ?    | 42,8 | 37,8 |
| davon nichtproduktive Arbeiter | ?    | 19,7 | 18,5 |
| davon arbeitslos               | ?    | 3,8  | 9,3  |
| Zusammen                       | 100  | 100  | 100  |

Die Autoren des Projekts „Klassenanalyse“ wollten auch feststellen, ob den unterschiedlichen Klassen auch bestimmte Bewusstseinsformen (Klassenbewusstsein) entsprechen. Sie erwarteten, dass das Eintreten für die herrschende Ordnung in der Kapitalistenklasse größer ist als beim Kleinbürgertum und dass bei den Lohnabhängigen die Distanz zur herrschenden Ordnung am größten ist. Innerhalb dieser Kategorie sollte das Bewusstsein des Klassencharakters der Gesellschaft umso ausgeprägter sein, je mehr die Lohnarbeiter dem Kapital direkt subsumiert sind. Es sollte also bei den lohnabhängigen Mittelklassen verhältnismäßig gering sein und bei den produktiven Arbeitern am höchsten. Die nichtproduktiven Arbeiter würden eine Zwischenposition einnehmen. Um das Klassenbewusstsein zu messen, führten die Autoren des Projekts Klassenanalyse 1987 eine repräsentative Umfrage zu typischen „Arbeitereinstellungen“ durch. Ein Beispiel ist: „Arbeitnehmer in unserer Gesellschaft brauchen Gewerkschaften, um ihre Interessen durchzusetzen.“ Diese Aussagen werden dann auf einer Skala von 1 (extreme Pro-Kapital-Einstellung) bis 8 (extreme Pro-Arbeitnehmer-Einstellung) geordnet.
Die Ergebnisse waren:
| Klasse                         | Bewusstseinsindex |
| ------------------------------ | ----------------- |
| Kapitalisten                   | 3,2               |
| Kleinbürgertum                 | 3,7               |
| Lohnabhängige Mittelklasse     | 5,3               |
| Arbeiterklasse                 |                   |
| davon produktive Arbeiter      | 5,7               |
| davon nichtproduktive Arbeiter | 5,1               |
| davon arbeitslos               | 6,0               |

Zwar stimmten die Werte der Kapitalisten, des Kleinbürgertums und der Lohnabhängigen insgesamt mit den objektiven (durch die Theorie ermittelten) Klassenpositionen überein, jedoch erwies sich die lohnabhängige Mittelklasse als kapitalismuskritischer als die der nichtproduktiven Arbeiter (hauptsächlich Angestellte). Insofern erscheint die Differenzierung zwischen verschiedenen Lohnarbeiterkategorien in Bezug auf das Klassenbewusstsein als problematisch.
Ernest Mandel definiert dementsprechend die Arbeiterklasse anders: Zu ihr gehören alle Menschen, die gezwungen sind, ihre Arbeitskraft zu verkaufen. Das schließt sowohl die eigentlichen industriellen Handarbeiter (im Wesentlichen „produktive Arbeiter“), als auch die kommerziellen Arbeiter (im Wesentlichen „unproduktive Arbeiter“), aber auch große Teile der Staatsangestellten („Lohnabhängige Mittelklasse“) ein. Sie alle sind den gleichen fundamentalen Zwängen unterworfen: Nichteigentum an Produktionsmitteln, Fehlen des direkten Zugangs zur Produktion von Lebensmitteln, ungenügender Geldbesitz, um die Mittel des Lebensunterhalts ohne den mehr oder weniger regelmäßigen Verkauf der eigenen Arbeitskraft erwerben zu können.
Andererseits gehören nach Mandel diejenigen Personen nicht zur Arbeiterklasse, die zwar formal angestellt sind, deren Einkommensniveau es ihnen aber gestattet, zusätzlich zu ihrem „normalen“ Lebensstil Kapital zu akkumulieren, etwa Manager.

## Klassen bei Max Weber
Die ungleiche Verteilung wirtschaftlicher Macht bedingt die ungleiche Verteilung der Lebenschancen und ist damit nach Max Weber die „Grundbedingung der Klasse“ (Reinhard Bendix, 1964).
Der Soziologe Max Weber unterscheidet generell zwischen „Erwerbs-, Besitz- und sozialen Klassen“.
„Besitzklasse“ meint die Unterscheidung nach Besitz. „Bevorteilte Besitzklassen“ sind etwa Rentiers aller Art, die ihren Lebensunterhalt ausschließlich oder zumindest vorwiegend durch Vermietung von Häusern, Verpachtung von Boden oder von Aktiendividenden leben. Diesen stehen die Unfreien, Sklaven, Deklassierten, Schuldner und Armen gegenüber.
„Erwerbsklasse“ meint die Unterscheidung nach den Chancen der Marktverwertung von Gütern oder Leistungen. Hier können Unternehmer, Mittelklassen der Handwerker und Bauern sowie Arbeiter unterschieden werden.
Erwerbs- und Besitzklassen an sich sind für Weber jedoch noch keine sozialen Einheiten. Eine soziale Klasse umfasst nach seiner Definition jedoch die Gesamtheit der Lebensbedingungen, zwischen denen ein Wechsel der Person oder ihrer Nachkommen relativ leicht möglich und auch häufig ist. Hierbei sind insbesondere die Kategorien Besitz und Erwerb zu berücksichtigen. In seiner Zeit, also zu Beginn des 20. Jahrhunderts, sah Weber in Deutschland drei Hauptklassen:
1. „die Klassen der Besitzenden und durch Bildung Privilegierten.“
2. „das Kleinbürgertum und die besitzlose Intelligenz und Fachgeschultheit (Techniker, kommerzielle und andere 'Angestellte', das Beamtentum, untereinander eventuell sozial sehr geschieden, je nach den Schulungskosten)“
3. „die Arbeiterschaft als Ganzes, je automatisierter der Arbeitsprozess wird.“

Darüber hinaus unterscheiden sich die Menschen auch noch in Bezug auf ihre ständische Lage, d. h. ihre sozialen Schätzung, begründet auf:
1. „Lebensführungsart
2. formale Erziehungsweise
3. Abstammungsprestige oder Berufsprestige.“

Praktisch drückt sich die ständische Lage aus vor allem in:
1. Connubium (Endogamie innerhalb eines Standes)
2. Kommensalität (man isst und trinkt gemeinsam, d. h. feiert gemeinsame Feste, lädt sich gegenseitig ein)
3. oft: monopolistischer Appropriation von privilegierten Erwerbschancen oder Perhorreszierung bestimmter anderer Erwerbsarten (Abscheu vor ihnen),
4. ständischen Konventionen (Traditionen) anderer Art.

Die ständische Lage kann auf der Klassenlage beruhen, aber sie ist nicht allein durch sie bestimmt.

## Klassen- und Schichttheorien

### „Machtbezogene“ Ansätze (Tönnies, Dahrendorf)
Ferdinand Tönnies betonte 1935 in seinem Werk Geist der Neuzeit (§ 63), dass „der große und entscheidende, immer erneute Kampf […] um 1. die ökonomische, 2. die politische, 3. die geistig-moralische Macht […]“ – also Macht und Machtstreben – „immer ein Klassenkampf“ sei.
Ralf Dahrendorf verwarf 1957 in Soziale Klassen und Klassenkonflikt in der industriellen Gesellschaft das Merkmal „Besitz|Nichtbesitz von Produktionsmitteln“ als zu eng und baute seine „Klassentheorie“ auf dem Besitz bzw. Nichtbesitz von Machtmitteln auf. Die englische Fassung Class and Class Conflict in Industrial Society von 1959 wurde oftmals aufgelegt und in den 1960er und 70er Jahren zu einem Standardtextbuch der soziologischen Ausbildung in Großbritannien und den USA.
Während Marx und viele andere klassische Soziologen (u. a. Pareto, Tönnies, Durkheim) sowie auch noch Dahrendorf mit gesellschaftlichen Zweiteilungen arbeiteten (wie etwa Sklavenhalter – Sklave; besitzend – besitzlos, landbesitzend – landlos; mächtig – machtlos; Elite – Masse; „Löwen“ – „Füchse“), verfeinerten spätere Autoren ihre Konzepte und verwendeten teilweise auch andere Bezeichnungen.

### Zur Diskussion in Deutschland
In der Nachkriegszeit wurden in der deutschen Soziologie dem Konzept Klasse die Konzepte Schicht, Milieu und soziale Lage gegenübergestellt und intensiv diskutiert. Helmut Schelsky stellte 1953 die These auf, die sozialen Schichten in der Bundesrepublik hätten einander so weit angenähert, dass man von einer „nivellierten Mittelstandsgesellschaft“ sprechen könne (siehe auch Mittelschicht).
Auch andere Sozialwissenschaftler halten den Begriff der Klasse heute für überholt. Der Augsburger Soziologe Christoph Lau bezweifelt, dass innergesellschaftliche Konflikte heute noch von stabilen Interessengruppen ausgefochten würden. Stattdessen zeige sich nunmehr „eine themenzentrierte, an der massenmedialen Öffentlichkeit orientierte, vagabundierende Konfliktbereitschaft“. Nach dem Münchner Soziologen Ulrich Beck ist die „reflexive“ oder „Zweite Moderne“ dadurch gekennzeichnet, dass Lebenslagen und Lebensverläufe nicht mehr in Klassen organisiert und soziologisch abbildbar seien. Die zunehmende Individualisierung mache es unmöglich, aus der Position des Einzelnen im Produktionsprozess auf seine Lebensweise, seinen Wohnort und sein Freizeitverhalten zu schließen. Das „Verschwinden sozialer Klassen“ durch ihre (lebens)zeitliche, räumliche und soziale Zersplitterung gehe einher mit einer Verschärfung der sozialen Ungleichheit.
Nach Niklas Luhmann allerdings trifft der Begriff der sozialen Klasse 1985 „sachlich durchaus zu, denn es gibt das Phänomen, das er bezeichnet: die gebündelte Ungleichverteilung“ sei nicht verschwunden und der Begriff nicht obsolet.
Um die Jahrtausendwende haben sich die sozialen Klassenunterschiede wieder verstärkt, vermehrt sprechen Soziologen und Schriftsteller davon und Die Zeit hat dazu den Themenschwerpunkt Die Lagen der Nation eingerichtet.
Andreas Reckwitz spricht 2017 von vier Klassen, die sich unterscheiden in Stellung, Macht und Bedeutung: Es gibt eine kleine Oberschicht, darunter zwei Mittelschichten und eine Unterschicht. Bei den Mittelschichten unterscheidet er die neue Mittelklasse und die alte Mittelklasse. Die neue Mittelklasse besteht in erster Linie aus „hoch qualifizierten Akademikern in den Großstädten mit guten Karriereperspektiven, vor allem in der Wissensökonomie“. Die alte Mittelklasse sind „Menschen mit mittlerer Bildung, oft in kleinstädtisch-ländlichen Regionen, in Einstellung und Lebensführung eher konservativ-traditionell.“

## Die Klassentheorie von Pierre Bourdieu
Pierre Bourdieus Klassentheorie hat ihre Basis in seinem (gegenüber dem Marxschen) erweiterten Kapitalbegriff.

### Kapitalformen
Er unterscheidet verschiedene Kapitalformen, die eine Person besitzen kann und die ihre Stellung in der Gesellschaft bestimmen. Die wichtigsten sind:
- Das ökonomische Kapital einer Person besteht in ihrem materiellen Reichtum. In modernen kapitalistischen Gesellschaften dominiert es gegenüber den anderen Kapitalformen.
- Von kulturellem Kapital gibt es drei verschiedene Arten:

1. inkorporiertes Kulturkapital (z. B. Bildung, Wissen, Erziehung) (ist zeitaufwändig und setzt voraus, dass die Individuen von der Notwendigkeit der unmittelbaren gesellschaftlichen Reproduktion freigestellt werden, etwa um die Universitäten besuchen zu können)
2. objektiviertes Kulturkapital (z. B. Bücher, Gemälde)
3. institutionalisiertes Kulturkapital (schulische Titel, z. B. Matura, Lehrabschluss, Magister, Bachelor)

- Soziales Kapital hat eine Person dann, wenn sie gute Beziehungen zu anderen, ein gutes soziales Netz aufgebaut hat (beispielsweise hat ein Absolvent einer Eliteschule meist gute Beziehungen aufgebaut und damit ein höheres Kapital als Absolventen anderer Schulen).
- Das symbolische Kapital, als eine Reflexionsform der drei anderen Kapitalsorten, bezeichnet den Ruf, das Prestige, die Berühmtheit, die jemand aufgrund der erworbenen Menge und Zusammensetzung der verschiedenen Kapitalsorten genießt. Wie viel symbolisches Kapital eine Person besitzt, ergibt sich daraus, wie viel von ihrem ökonomischen, kulturellen und sozialen Kapital von anderen Personen anerkannt wird (etwa wird das Wissen über die drei Kapitalformen Bourdieus erst dann zu symbolischen Kapital, wenn andere es als solches anerkennen). Symbolisches Kapital ist wichtig im Zusammenhang mit Macht. Diese setzt oft voraus, dass die Beherrschten von den Beherrschern angehäuftes Kapital anerkennen. Ohne die Anerkennung durch andere hätte der Besitz an den anderen drei Kapitalformen keine Wirkung.[36]

Kapital ist nach Bourdieu ein „Instrument zur Aneignung von Chancen“ mit denen spezifische Positionen erreicht oder Bedeutungen und Wertungen durchgesetzt werden können. Viele Kapitalformen haben gemeinsam, dass sie Ergebnis von Arbeit sind. Einige von ihnen sind materiell (das ökonomische Kapital und das objektivierte Kulturkapital), andere nennt Bourdieu „inkorporiert“ oder „verinnerlicht“ (so kann etwa durch Lernarbeit Wissen angeeignet werden). Diese Inkorporation schlägt sich habituell nieder, was bedeutet, dass es klassenspezifisch je unterschiedliche Wahrnehmungsweisen, Geschmäcker, Ängste und Verhaltensmuster gibt. Da dies häufig unbewusst geschieht, spricht Bourdieu auch vom Habitus als dem 'Klassenunbewusstem'.

### Die Kapitalumwandlungen
Viele Praktiken, wie etwa der Gabentausch oder die Ehrenhändel in vorkapitalistischen Gesellschaften oder der Kulturbereich in kapitalistischen Gesellschaften, besitzen den Anschein der Uneigennützigkeit, denn sie sind nicht auf unmittelbaren ökonomischen Gewinn ausgerichtet. Dennoch gehorchen sie einer ökonomischen Logik. Auch hier ist das Ziel der Beteiligten eine Maximierung der Profite des jeweiligen Feldes, etwa in Form von Ehrenerweisen oder Ansehen.
Ehre und Ansehen können u. U. auch in ökonomisches Kapital konvertiert werden. Die von Bourdieu entwickelte „Ökonomie der Praxis“ umfasst also alle Sorten von sozialen Transaktionen. Der Warentausch ist lediglich ein spezieller Fall des sozialen Austausches.
Im Allgemeinen können die einzelnen Kapitalsorten ineinander umgewandelt werden. Hierbei gilt entsprechend dem Satz von der Erhaltung der Energie das Prinzip, dass die Gewinne einer Kapitalsorte notwendigerweise mit Kosten einer anderen bezahlt werden. Das universelle Maß dieser Kapitalumwandlungen ist die Arbeitszeit im weitesten Sinn des Wortes. Hierbei muss sowohl die in Form von Kapital akkumulierte Arbeit als auch die Arbeit berücksichtigt werden, die für die Umwandlung von einer Kapitalart in die andere notwendig ist.
Beispiele für Kapitalumwandlungen:
- Bei der Umwandlung von ökonomischem in soziales Kapital handelt es sich um Aktivitäten, die aus ökonomistischer Sicht als reine Verschwendung erscheinen müssen. Es ist eine scheinbar kostenlose Verausgabung von Zeit, Aufmerksamkeit, Sorge und Mühe für eine andere Person. Im Sinne der umfassenderen Logik der sozialen Austauschbeziehungen stellen diese Tätigkeiten aber eine relativ sichere „Investition“ dar, deren „Profite“ sich früher oder später ergeben werden.
- Der Erwerb von kulturellem Kapital setzt einen Aufwand an Zeit voraus, der durch die Verfügung über ökonomisches Kapital ermöglicht wird.[38] Auch die  Primärerziehung und das Kapitalvolumen der Familie spielt eine große Rolle für den Umfang des erworbenen inkorporierten Kapitals, denn für den Erwerb dieser Kapitalart bedarf es eine Zeit frei von ökonomischen Zwängen und eine kostenintensive Förderung.[39]

### Die historische Entwicklung der sozialen Felder
Die oben genannten drei primären Kapitalsorten sind jeweils nur in einem sozialen Feld wirksam. Dabei handelt es sich um Untergliederungen innerhalb des sozialen Raumes, der sich mit der Entwicklung einer Gesellschaft immer mehr ausdifferenziert, und in dem die Kapitalakkumulation spezifischen Gesetzen gehorcht.
Historisch gesehen ist das Feld der sozialen Beziehungen, in dem soziales Kapital akkumuliert wird, das älteste. Es dominierte in den vorkapitalistischen Agrargesellschaften. Das grundlegende Prinzip der Kapitalakkumulation ist hier die Konkurrenz um Ansehen und Ehre. Diese wird durch hervorragende Leistungen, etwa in Kriegszeiten, aber auch durch Großzügigkeit bei Austauschvorgängen wie dem Gabentausch erreicht. In dieser Hinsicht erfolgreiche Personen werden auch ökonomisch profitieren, etwa indem sie sehr wertvolle Gegengeschenke erhalten oder über die Arbeitskraft von anderen Personen verfügen können, wenn diese nicht in der Lage sind, Geschenke zu erwidern, die sie nach den Regeln des Gabentausches machen müssen. Allerdings funktioniert hier die Akkumulation von Reichtum nicht nach den Gesetzen des ökonomischen Feldes, wie sie etwa von Karl Marx beschrieben wurde.
Erst zu einem späteren Zeitpunkt in der Geschichte der Menschheit spaltete sich das ökonomische Feld mit eigenständigen Gesetzen vom Feld der sozialen Beziehungen ab. Voraussetzungen waren die Verwendung des Geldes als Kapital und die Existenz eines Staates, der die Einhaltung der vertraglich eingegangenen Verpflichtungen garantieren kann. Das Prinzip der Kapitalakkumulation auf diesem Feld wurde von Marx und anderen Ökonomen beschrieben: Es geht darum, Geld so zu verwerten, dass am Ende eines bestimmten Zeitraums mehr Geld herauskommt, als am Anfang in diesen Prozess hineingesteckt wurde. Nach Bourdieu entstand das ökonomische Feld mit eigenständigen Gesetzen zuerst in der klassischen Antike bei den Griechen und Römern. Allerdings dominierte es damals noch nicht die Gesellschaft. Dies ist erst in den modernen kapitalistischen Industriegesellschaften der Fall.
Das Feld der kulturellen Produktion spaltete sich ebenfalls erst zu einem späteren Zeitpunkt vom Feld der sozialen Beziehungen ab. Eine Voraussetzung hierfür ist die Verwendung der Schrift und zumindest eines rudimentären Schulsystems. Auf diesem Feld konkurrieren Individuen gegeneinander um eine hervorragende wissenschaftliche und/oder philosophische Leistung. Dies geschah zum ersten Mal in der Geschichte bei den griechischen und chinesischen Philosophenschulen ab dem Jahr 600  v. Chr. Obwohl dieses Feld in den modernen kapitalistischen Industriegesellschaften stark an Bedeutung gewinnt, dominiert es doch in keinem Fall eine Gesellschaft.

### Die Klassengliederung einer modernen kapitalistischen Gesellschaft
Auf Grund der oben dargestellten Theorie der Kapitalsorten und Felder ist es nun möglich, die Klassengliederungen bestimmter Gesellschaften zu bestimmen. Bourdieu bezeichnet eine objektive Klasse als ein Ensemble von Akteuren, die homogenen Lebensbedingungen unterworfen sind. Einer solchen Gruppe sind sowohl objektivierte, wie etwa Besitz oder Nichtbesitz von Gütern, als auch inkorporierte Merkmale wie klassenspezifischen Habitusformen gemeinsam. Eine objektive Klasse ist definiert durch die Struktur der Beziehung zwischen allen relevanten Merkmalen, die in Kombination miteinander spezifische Wirkungen auf die Praxisformen ausüben.
Allerdings dürfen objektive Klassen nicht mit mobilisierten Klassen verwechselt werden. Denn bei Letzteren handelt es sich um ein Ensemble von Akteuren, die sich zusammengefunden haben zum Kampf für eine Bewahrung oder Veränderung der Verteilungsstruktur der Kapitalsorten unter die Klassen.
Die oben genannten relevanten Merkmale können durch die Stellung der Individuen zu den einzelnen Kapitalsorten beschrieben werden. Sie hängen von deren Verfügung über Kapital in den von Bourdieu genannten Feldern ab, die in drei Dimensionen beschrieben werden können:
- das quantitative Volumen des Kapitals,
- die Kapitalstruktur, also das Verhältnis des Besitzes der verschiedenen Kapitalsorten untereinander,
- die zeitlichen Entwicklung dieser Größen, also die Frage, ob ein Individuum oder eine Gruppe zu einem bestimmten Zeitpunkt sich eher auf einer absteigenden oder aufsteigenden sozialen Laufbahn befinden.

Die Unterschiede, die die Hauptklassen einer Gesellschaft ausmachen, liegen begründet im Gesamtvolumen des Kapitals als Summe aller effektiv aufwendbaren Ressourcen und Machtpotentiale, also als Gesamtheit der Verfügung über ökonomisches, kulturelles, soziales und symbolisches Kapital. Die Verteilung der Klassen in einer modernen kapitalistischen Gesellschaft erstreckt sich von den am reichhaltigsten mit ökonomischem und kulturellem Kapital ausgestatteten bis zu den in beiden Bereichen am stärksten benachteiligten Individuen.
Diese Hauptklassen sind noch einmal differenziert nach Klassenfraktionen mit unterschiedlichem Umfang der einzelnen Kapitalsorten bei etwa gleichem Volumen des Gesamtkapitals. Der Rang der verschiedenen Kapitalsorten innerhalb des sozialen Raumes ist in verschiedenen Gesellschaften unterschiedlich, doch für die kapitalistischen Industriegesellschaften geht Bourdieu davon aus, dass das ökonomische Kapital das dominierende Ordnungsprinzip darstellt. An zweiter Stelle kommt hier schon das kulturelle Kapital, während das soziale Kapital im Vergleich zu vorhergehenden Gesellschaftsformationen an Bedeutung verloren hat. Die Klassenfraktionen oder einzelne Berufsgruppen innerhalb dieser Fraktionen unterscheiden sich noch zusätzlich durch ihre aufsteigende oder absteigende soziale Laufbahn.
Neben diesen primären Unterschieden wird eine Klasse auch noch determiniert durch eine Reihe von sekundären Teilungsprinzipien wie Geschlecht, Ethnie, Wohnort sowie weiteren Eigenschaften.
Gemäß diesen Merkmalen kann eine moderne kapitalistische Gesellschaft in die drei grundlegenden Klassen aufgegliedert werden.
- Die erste Klasse ist die herrschende Klasse oder Bourgeoisie, die in zwei Fraktionen gespalten ist: denjenigen Fraktionen der Klasse, deren Reproduktion von ökonomischem, meist ererbtem Kapital abhängt, stehen die an ökonomischem Kapital relativ schwächsten Fraktionen gegenüber, deren Reproduktion in der Hauptsache über kulturelles Kapital verläuft.

So wächst beispielsweise von den Künstlern bis hin zu den Industrie- und Handelsunternehmern der Umfang des ökonomischen Kapitals ständig, während der des kulturellen Kapitals abnimmt. Die herrschende Klasse zeigt in ihrem Aufbau also eine chiastische Struktur, wobei die Fraktion, deren Reproduktion vor allem über das ökonomische Kapital verläuft, hier die dominierende ist. Bourdieu bezeichnet sie als die „herrschenden Herrschenden“ oder den „dominierenden Teil der herrschenden Klasse“.
Dagegen bezeichnet er die Fraktion, die über mehr kulturelles als ökonomisches Kapital verfügt, also beispielsweise Künstler und Intellektuelle, als „beherrschte Herrschende“ oder den „dominierten Teil der herrschenden Klasse“. Diese Rangfolge ist aber auch dauernd der Gegenstand von Klassenkämpfen. Der herrschenden Klasse entspricht der Habitus des legitimen Lebensstils.
- Die zweite große Klasse ist die Mittelklasse oder das Kleinbürgertum, dessen Kapitalvolumen deutlich geringer ist, als das der Bourgeoisie. Diese Klasse ist wie die Bourgeoisie in zwei Fraktionen gespalten. Auch hier besteht ein Gegensatz zwischen den „alten“ Mittelklassen, also den kleinen Kaufleuten und Handwerkern, deren Reproduktion primär von ihrem ökonomischen Kapital abhängt, und den „neuen“ Mittelklassen, etwa den Angehörigen der neuen Dienstleistungsberufe, deren Reproduktion über das kulturelle Kapital verläuft. Im Vergleich zu anderen Klassen ist hier das Kriterium der Laufbahn besonders wichtig, denn in der Mittelklasse sind die Mobilitätsprozesse am größten. So nehmen das Kapitalvolumen und der numerische Umfang der alten Mittelklasse (Kleinhändler, Handwerker) tendenziell ab, während die Bedeutung der neuen Mittelklassen zunimmt. Der mittleren Klasse entspricht der Habitus des Strebens.
- Die dritte Klasse ist die Arbeiterklasse oder beherrschte Klasse, deren Kapitalvolumen sehr gering ist. Eine chiastische Struktur dieser Klasse kann Bourdieu mangels Daten nicht nachweisen. Er nimmt aber an, dass sie in abgeschwächter Form auch hier existiert. Der beherrschten Klasse entspricht der Habitus der Notwendigkeit.

Diese Klassengliederung, die primär durch das Kapitalvolumen und die beiden Kapitalsorten ökonomisches und kulturelles Kapital bestimmt wird, gilt nur für kapitalistische Gesellschaften. In anderen Gesellschaftsformationen, zum Beispiel im Feudalismus, nehmen andere Kapitalsorten die dominierende Stellung ein. In diesem Beispiel (Feudalismus) wären dies das soziale und das kulturelle Kapital.

### Klassen, Habitusformen und Milieus
Die Klassenlagen determinieren nach Bourdieu grundsätzlich den Habitus und damit die konkreten Praxisformen der Individuen. Dies manifestiert sich in ähnlichen Arbeitserfahrungen, Formen der Konsumption, Lebensperspektiven usw. Eine kohärente Gesamtheit solcher Praxisformen wird als Lebensstil oder als soziales Milieu bezeichnet.
Demnach wäre zu erwarten, dass Individuen, die derselben Klasse oder Klassenfraktion angehören, auch einen ähnlichen Habitus besitzen und damit dem gleichen sozialen Milieu zuzurechnen sind. Wie sozialwissenschaftliche Beobachtungen gezeigt haben, ist diese Hypothese nur bedingt richtig. Eine wichtige Ursache hierfür ist der Hysteresis-(Trägheits-)Effekt, auch Don-Quijote-Effekt genannt.
Denn der Habitus besitzt ein Beharrungsvermögen. Er kann an Existenzbedingungen angepasst sein, die bereits nicht mehr existieren und demnach mit den aktuellen Existenzbedingungen nicht mehr übereinstimmen. Eine solche Fehlanpassung muss freilich nicht so extrem sein, wie im Fall des Beispiels der literarischen Figur des Don Quixote selbst, der nicht mehr in der Lage war, ein eigenständiges Leben in der realen Welt zu führen. Sie kann auch zur Folge haben, dass Handlungsmöglichkeiten, die aufgrund der Entwicklung der Produktivkräfte potentiell gegeben wären, nicht wahrgenommen werden. Dies kann bei gleicher Klassenlage zu einer Ausdifferenzierung der Milieus führen, je nachdem, in welchem Maß der Habitus bereits an die aktuellen Existenzbedingungen angepasst ist.
Eine solche Entwicklung können die Untersuchungen des Sinus-Instituts für die Bundesrepublik Deutschland empirisch belegen. Die auf der Basis von Bourdieus Klassentheorie seit 1980 durchgeführten Untersuchungen beschreiben aktuell zehn soziale Großmilieus. Danach ist die Gesellschaft einerseits noch vertikal in drei Klassen oder Habitusformen gegliedert, andererseits hat sie sich horizontal pluralisiert: Auf der Ebene einer Klasse konkurrieren in der Regel drei Werthaltungen miteinander.
Insbesondere die Ausweitung des Massenkonsums nach dem Zweiten Weltkrieg, aber auch die soziale, politische und sexuelle Liberalisierung („Sexuelle Revolution“) in Gefolge der 68er-Bewegung führte – trotz Beibehaltung der Klassengegensätze – in Teilen der Klassen zu einem Wertewandel. Während die an traditionellen Werten orientierten Milieus schrumpften, nahmen die an neuen Werten orientierten Milieus stark zu. Als liberale Werte werden Bildung, Selbstverwirklichung, Individualität und Authentizität betrachtet. Traditionelle Werte dagegen sind Solidarität, Glück, Menschlichkeit und materielle Sicherheit.
Aus der Kombination von drei Klassen/sozialen Lagen und drei Werthaltungen/Grundorientierungen ergeben sich neun sogenannte Sinus-Milieus. Diese Milieus unterscheiden sich durch ihre spezifische Kombination von Klassenlage und Modernisierungsorientierung, der sich vor allem in ihrer Haltung zu Werten und Lebenszielen ausdrückt. Neuere Sinus-Studien erhöhen die Zahl der Sinus-Milieus durch eine Zweiteilung der modernisierten Oberklasse in zwei Milieus auf zehn.
| Klasse/Werthaltung    | Modernisiert (20 %)            | Teilmodernisiert (45 %)                   | Traditionell (35 %)                     |
| --------------------- | ------------------------------ | ----------------------------------------- | --------------------------------------- |
| Oberklasse (19 %)     | Alternatives Milieu (2 %)      | Technokratisch liberales Milieu (9 %)     | Konservativ gehobenes Milieu (8 %)      |
| Mittelklasse (59 %)   | Hedonistisches Milieu (13 %)   | Aufstiegsorientiertes Milieu (24 %)       | Kleinbürgerliches Milieu (22 %)         |
| Arbeiterklasse (22 %) | Neues Arbeitnehmermilieu (5 %) | Traditionsloses Arbeitnehmermilieu (12 %) | Traditionelles Arbeitnehmermilieu (5 %) |

| Soziale Lage/Grundorientierung                | Tradition                             | Modernisierung/Individualisierung    | Neuorientierung                                     |
| --------------------------------------------- | ------------------------------------- | ------------------------------------ | --------------------------------------------------- |
| Sozial gehobene Milieus (30 %)                | Konservativ-etabliertes Milieu (10 %) | Liberal-intellektuelles Milieu (7 %) | Milieu der Performer (7 %)/Expeditives Milieu (6 %) |
| Milieus der Mitte (30 %)                      | Bürgerliche Mitte (14 %)              | Adaptiv-pragmatisches Milieu (9 %)   | Sozialökologisches Milieu (7 %)                     |
| Milieus der unteren Mitte/Unterschicht (40 %) | Traditionelles Milieu (15 %)          | Prekäres Milieu (10 %)               | Hedonistisches Milieu (15 %)                        |

Die Ausdifferenzierung der Milieus nach Modernisierungsgrad ist nicht deckungsgleich mit der Differenzierung der Klassen in unterschiedliche Fraktionen nach dominierender Kapitalsorte.